# Червонобаговица
Червонобаговица (укр. Червонобаговица) — бывший хутор в Березовском районе Одесской области Украины. Хутор был подчинён Анатольевскому сельсовету.

## История
По состоянию на 1964 год население — 11 человек. 
Согласно «Українська РСР. Административно-теріторіальний поділ на 01 вересня 1946 року» хутор числился в составе Анатольевского сельсовета, затем согласно «Українська РСР. Административно-теріторіальний поділ на 01 січня 1972 року» — не числился. 

## География
Было расположено на реке Кошкова — юго-восточнее села Шутово. Сейчас это территория Ширяевского района.